# 趙裕福
趙裕福（？—？）為中國清朝武官官員，本籍漢軍鑲紅旗，世襲三等輕車都尉。1824年（道光4年）奉旨接任台灣北路協副將，同年再接明保擔任台灣鎮總兵。是台灣清治時期此期間，受台灣道制約的台灣地區最高軍事首長。不過因為「匪徒肆橫、一籌莫展、庸懦無能」，不但於翌年降回副將，更於1826年遭到革職查辦。